# Basílica de San Miguel Arcángel (Loretto)
La Basílica de San Miguel Arcángel (en inglés: Basilica of St. Michael the Archangel) Es una pequeña basílica de la iglesia católica situada en Loretto, Pennsylvania, Estados Unidos. También es una iglesia parroquial de la Diócesis de Altoona-Johnstown.
La parroquia de San Miguel fue fundada por el Rev. Demetrius Gallitzin y fue nombrada en honor del santo patrón de Michael McGuire, que fue el primer colono en el área en 1788. La parroquia ha tenido cuatro iglesias diferentes en su historia. La primera iglesia fue construida de troncos de pino blanco en 1799. La segunda iglesia era una estructura construida en 1817. Los edificios de la primera y segunda iglesia se ubicaron en el mismo lugar en el borde occidental del cementerio. El contorno de la fundación de piedra de la segunda iglesia todavía se puede ver allí. La tercera iglesia fue construida de ladrillo en 1854 donde se ubica la actual iglesia.

## Véase también

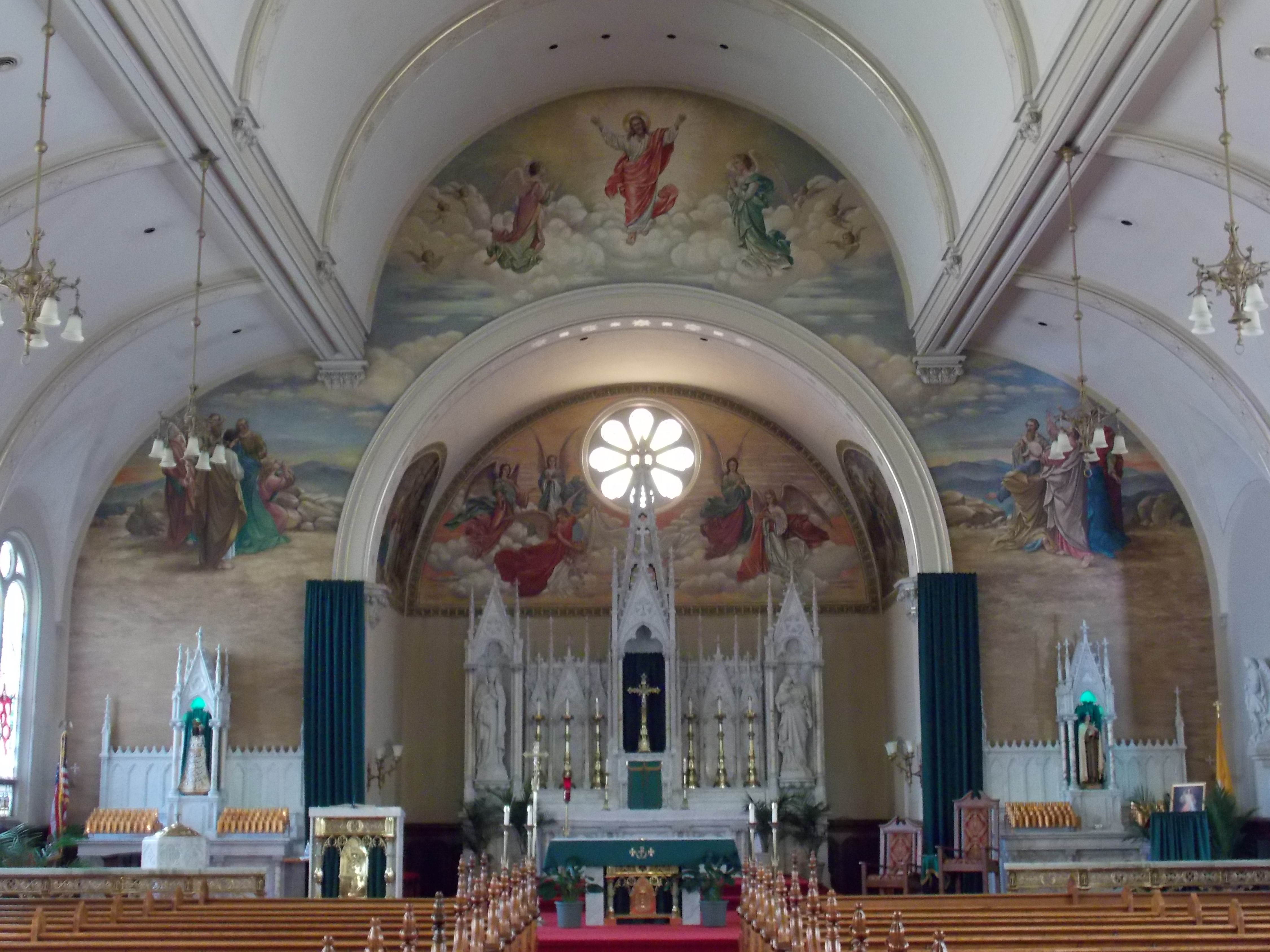
Vista interna